# Castello di Pirnitz
Il castello di Pirnitz è un edificio situato a Brtnice, nella Repubblica Ceca.

## Storia
Originariamente era un castello gotico costruito intorno al 1430 dai signori di Waldstein. Al centro del castello vi sono ancora i resti evidenti del castello originale, che i Waldstain avevano gradualmente ampliato.
Dopo la battaglia della Montagna Bianca il castello fu confiscato alla famiglia di origine. Il nuovo proprietario diventò un italiano della famiglia Collalto, il conte Rambaldo XIII di Collalto, che iniziò delle modifiche sotto la guida dell'architetto imperiale Giovanni Battista Pieroni ed i suoi figli continuarono le ricostruzioni. Dopo la confisca della proprietà nel 1945 i Collalto si trasferirono in Italia, dove la famiglia vive ancora.